# Krimskaja
Krimskaja (morbus tauriensis) kallades i äldre tider en sjukdom som härjade på Krim och till större delen motsvarade lepra, den egentliga spetälskan, möjligen även syfilis.